# بيت السيد (صنعاء)

تعديل مصدري - تعديل

بيت السيد هي مدينة ومركز مديرية بني حشيش بمحافظة صنعاء اليمنية، بلغ تعداد سكانها 1610 نسمة حسب الإحصاء الذي أجري عام 2004.